# Acrocyrta
Acrocyrta é um gênero de coleópteros da tribo Clytini (Cerambycinae); compreende duas espécies, com distribuição apenas na Ilha de Bornéu (Malásia.)

## Sistemática
- Ordem Coleoptera
  - Subordem Polyphaga
    - Infraordem Cucujiformia
      - Superfamília Chrysomeloidea
        - Família Cerambycidae
          - Subfamília Cerambycinae
            - Tribo Clytini
              - Gênero Acrocyrta (Pascoe, 1857)
                - Acrocyrta clytoides (Pascoe, 1857)
                - Acrocyrta rufofemorata (Aurivillius, 1910)